# Elatostema luchunense
Elatostema luchunense är en nässelväxtart som beskrevs av Wen Tsai Wang. Elatostema luchunense ingår i släktet Elatostema och familjen nässelväxter. Inga underarter finns listade i Catalogue of Life.